# خوسيه دي أكوستا
خوسيه دي أكوستا (بالإسبانية: José de Acosta)‏ هو عالم إنسان ومؤرخ وكاتب وأستاذ جامعي إسباني، ولد في 1540 في ميدينا ديل كامبو في إسبانيا، وتوفي في 15 فبراير 1600 في سلامنكا في إسبانيا.

## وصلات خارجية
- خوسيه دي أكوستا على موقع الموسوعة البريطانية (الإنجليزية)